# Ахмед Тідіан Суаре
Ахмед Тідіан Суаре (нар. 1951) — гвінейський політичний діяч, прем'єр-міністр країни з травня до грудня 2008 року.

## Політична кар'єра
З 1989 до 1990 року Суаре був членом спостережного комітету за економікою, фінансами та адміністративними реформами в адміністрації президента Гвінеї. З 1990 до 1994 обіймав посаду координатора з контролю та оцінки інформації в адміністрації президента. Також він був головою комітету з імпорту нафтопродуктів, а також заступником голови технічного комітету з переоцінки державного нерухомого майна.
У 1994-1996 роках Суаре очолював кабінет у міністерстві економічного та фінансового контролю, потім обіймав аналогічну посаду в міністерстві, що відповідало за бюджет і реструктуризацію напівдержавного сектору (до 1997). З 1997 до 2002 року також очолював кабінет в міністерстві економіки та фінансів, а також обіймав посаду генерального адміністратора та віце-президента міжвідомчого комітету моніторингу нафтового сектору. 2 січня 2002 року отримав пост генерального інспектора фінансів.
8 березня 2005 року Суаре був призначений на пост міністра гірничої промисловості та геології. 29 травня 2006 отримав пост державного міністра освіти й наукових досліджень. Окрім того Ахмед Суаре очолював гвінейську національну комісію ЮНЕСКО.
20 травня 2008 року президент Лансана Конте звільнив Куйяте та призначив на пост прем'єр-міністра Суаре. Технократ Суаре розглядався як особа, близька до президента Конте, на противагу Куйяте, якого підтримували профспілки, а стосунки з президентом були вкрай напруженими. Опозиція закликала Суаре залучити до уряду її представників.
Невдовзі Суаре сткнувся з кризою, яка виникла внаслідок того, що військовослужбовці вимагали виплати заборгованостей із грошового забезпечення. Під час тих подій солдати стріляли у повітря, був узятий в полон начальник штабу армії Мамаду Сампіл. Для уникнення ескалації конфлікту уряд Суаре пообіцяв виплатити всі борги. Але незважаючи на це, заворушення тривали.
28 травня глава уряду зустрівся з представниками політичних партій з метою обговорення створення уряду національної єдності.
Конте затвердив склад уряду 19 червня 2008. До складу кабінету увійшли 34 міністри та два генеральні секретарі, серед яких були представники трьох опозиційних партій Десять членів уряду Суаре були членами кабінету Куйяте. Окрім того, до складу нового кабінету увійшли 4 жінки.
23 грудня 2008 року спікер Національної асамблеї Абубакар Сомпаре оголосив на телебаченні, що Конте помер після тривалої хвороби Новим президентом став Мусса Даді Камара, який здійснив військовий переворот. Таким чином уряд Куйяте був розформований.